# Valoejki
Valoejki (Russisch: Валуйки) is een stad in de Russische oblast Belgorod. Valoejki is de hoofdplaats van het gelijknamige bestuurlijke district. De stad heeft rond de 35.000 inwoners. De stad ligt aan de rechteroever van de Valoej, drie kilometer voordat de Valoej in de Oskol stroomt, 160 kilometer ten oostzuidoosten van Belgorod en eenzelfde afstand van Charkov vandaan.
Valoejki werd in in 1593 gesticht als een fort dat bescherming moest bieden tegen invallen van de Krimtataren en Nogaitataren.

## Geboren
- Aleksandr Kokorin (1991), voetballer

Bestuurlijk centrum: Belgorod 

Aleksejevka · Birjoetsj · Goebkin · Grajvoron · Korotsja · Novy Oskol · Sjebekino · Stary Oskol · Stroitel · Valoejki